# Colligyrus depressus
The Harney Basin duskysnail, danh pháp khoa học Colligyrus depressus, là một loài ốc nước ngọt, là động vật chân bụng sống dưới nước động vật thân mềm thuộc họ Hydrobiidae.
Nó là loài đặc hữu của Hoa Kỳ, specifically tới vùng Harney Basin của Oregon.